# 佩尔特
佩尔特（荷蘭語：Pelt，荷蘭語發音：[ˈpɛlt] ⓘ）是比利时弗拉芒大區林堡省馬塞克區的一个市镇，北端与荷兰接壤，通行荷蘭語，是弗拉芒社群的一部分，面积83.78平方千米，人口33,601人（2022年1月1日）。该市镇于2019年1月1日由原市镇下佩尔特和上佩尔特合并而成。